# 마에다 노조미
마에다 노조미(前田 希美, 1993년 6월 16일~ )는 일본의 여자 모델,성우 겸 배우이다.

## 성우 활동

### 출연 작품

#### TV 애니메이션
2011년
- 냥파이어(코모리군, 모우리군)

## 배우 활동

### 출연 작품

#### 드라마
2024년
- 사랑 후에 오는 것들(카토 노조미)